# Uno di più all'inferno
Uno di più all'inferno è un film del 1968, diretto da Giovanni Fago.

## Trama
Il giovane Johnny King, figlio di un pastore possedente, prende la pistola e affronta i Ward, assassini di suo padre.